# Beatriz Carrillo de los Reyes
Beatriz Micaela Carrillo de los Reyes (Palma del Río, 2 de juny de 1975) és una política i activista social espanyola, membre del Congrés dels Diputats espanyol per la província de Sevilla en representació del Partit Socialista Obrer Espanyol (PSOE).

## Trajectòria
Va néixer el 2 de juny de 1975 a la localitat espanyola de Palma del Río, a la província de Còrdova. Es va autodescriure com a socialista «des del bressol». El seu pare havia estat militant clandestí del PSOE durant la dictadura franquista, lluitant contra l'absentisme escolar entre els nens gitanos. Va començar estudis en Administració, però es va diplomar en Treball social i es va llicenciar en Antropologia, pagant els seus estudis com a venedora ambulant i en la indústria de la taronja a la seva ciutat natal.
Com a activista social és coneguda pel seu treball com a presidenta de Fakali, federació d'associacions de dones gitanes. A les eleccions generals espanyoles d'abril de 2019 va concórrer com a número 3 a les llistes del PSOE per la província de Sevilla, sent triada diputada. Al setembre de 2019 es va convertir en la primera dona gitana nomenada presidenta d'una Comissió Legislativa al Congrés dels Diputats espanyol.